# برمودا دونز (کالیفرنیا)
برمودا دونز (به انگلیسی: Bermuda Dunes) یک منطقهٔ مسکونی در ایالات متحده آمریکا است که در شهرستان ریورساید، کالیفرنیا واقع شده‌است. برمودا دونز ۷٫۶۳ کیلومتر مربع مساحت و ۱۲٬۵۸۰ نفر جمعیت دارد و ۲۹ متر بالاتر از سطح دریا واقع شده‌است.